# Chocolat (film, 2016)
Pour plus de détails, voir Fiche technique et Distribution.
Chocolat est un film biographique français sur le clown Chocolat, réalisé par Roschdy Zem, sorti en 2016. Il s'inspire du livre Chocolat, clown nègre : l'histoire oubliée du premier artiste noir de la scène française de Gérard Noiriel, publié par Bayard en 2012.
En 2017, le film reçoit sur cinq nominations, deux César, celui du meilleur acteur dans un second rôle pour James Thierrée et celui des meilleurs décors.

## Synopsis
En 1897, un homme noir du nom de Kananga, ancien fils d'esclave de Cuba, joue un petit rôle de cannibale dans le modeste cirque Delvaux. Le clown blanc George Foottit, sommé de renouveler ses numéros par le directeur du cirque, a l'idée de s'associer avec Kananga dans un duo de clown blanc autoritaire et de clown noir souffre-douleur, qui prendra le nom de Chocolat. Le duo comique est très bien accueilli par le public et Delvaux commence à faire des affaires. La rumeur du succès se répand en France au point que Joseph Oller, directeur du Nouveau Cirque, convainc Foottit et Chocolat de prendre du service dans son établissement parisien. Le succès dans la capitale est immédiat, et Chocolat devient le premier artiste noir de la scène française. Grisé par l'argent, il s'adonne au jeu et se laisse aller aux plaisirs des femmes.
Des publicitaires comme Félix Potin décident un jour d'utiliser l'image de Chocolat pour les affiches de leurs produits en le montrant avec un visage de singe. Chocolat, jusqu'alors humoristiquement maltraité par son compagnon de scène, ne s'était pas offusqué des coups de pied, des baffes et des humiliations qu'il  subissait. Mais ces publicités humiliantes l'ayant blessé, il va peu à peu s'opposer à la domination du clown blanc et se montrer désireux de porter un vrai nom, celui de sa jeunesse d'esclave, Rafael Padilla, pour enfin exister comme un être autonome. À mesure qu'il apprend à lire, il se passionne pour Shakespeare et se projette déjà dans le rôle d'Othello, personnage de couleur jusque-là joué en France par des acteurs blancs maquillés en noir.
Rafael tombe amoureux de Marie, une infirmière veuve et mère de deux enfants. Celle-ci le présente à un directeur de théâtre qui décide d'engager Rafael dans une mise en scène d'Othello, partageant la vedette avec deux célébrités des planches. Après des répétitions difficiles, Rafael joue son rôle sur scène mais, dès la première représentation, il est hué par la majorité du public. Poursuivi en raison de ses dettes de jeu, Rafael est agressé par des voyous dans une ruelle en guise de représailles.
En 1917, Rafael travaille comme balayeur dans un cirque. Atteint de tuberculose, son médecin affirme à Marie qu'il ne lui reste plus beaucoup de temps à vivre. Rafael reçoit la visite de Foottit avant de s'éteindre.

## Fiche technique
- Titre original : Chocolat
- Réalisation : Roschdy Zem
- Scénario : Cyril Gély
  - Adaptation : Olivier Gorce et de Roschdy Zem
  - D'après le livre Chocolat, clown nègre : l'histoire oubliée du premier artiste noir de la scène française de Gérard Noiriel (2012, Bayard)
- Décors : Jérémie D. Lignol
- Costumes : Pascaline Chavanne
- Photographie : Thomas Letellier
- Son : Vincent Guillon, Dimitri Haulet, Brigitte Taillandier et Stéphane Thiébaut
- Montage : Monica Coleman
- Musique : Gabriel Yared
- Production : Éric et Nicolas Altmayer
- Sociétés de production : Mandarin Cinéma ; Gaumont, Korokoro et M6 Films (coproductions)
- Société de distribution : Gaumont Distribution
- Pays de production :  France
- Langue originale : français
- Format : couleur
- Genre : biographique
- Durée : 110 minutes
- Dates de sortie : 
  - France : 3 février 2016 (avant-première à Montpellier) ; 3 février 2016 (sortie nationale)
  - Belgique, Suisse : 3 février 2016

## Distribution

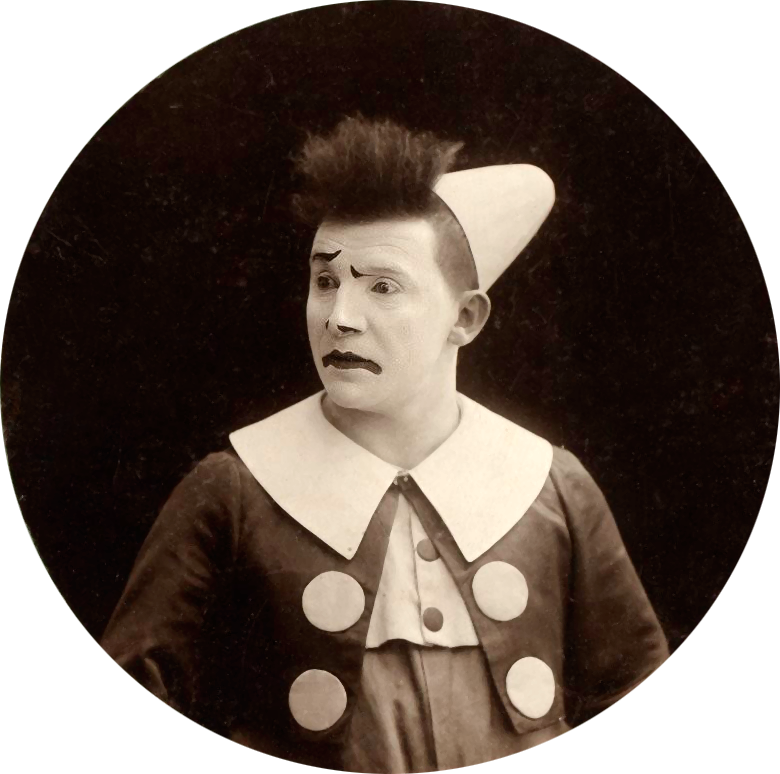
Foottit.

- Omar Sy : Rafael Padilla, dit « Kananga » puis « Chocolat »
- James Thierrée : George Foottit
- Clotilde Hesme : Marie, l'infirmière
- Alice de Lencquesaing : Camille, la jeune artiste du cirque Delvaux
- Noémie Lvovsky : Yvonne Delvaux
- Frédéric Pierrot : Théodore Delvaux
- Olivier Gourmet : Joseph Oller, directeur du Nouveau Cirque
- Olivier Rabourdin : Firmin Gémier, directeur du  Théâtre Antoine
- Héléna Soubeyrand : Régina Badet, une actrice
- Denis et Bruno Podalydès : Auguste et Louis Lumière
- Xavier Beauvois : Jacques Potin
- Thibault de Montalembert : Jules Moy
- Alex Descas : Victor, le haïtien
- Christophe Fluder : Marval
- Bô Gaultier de Kermoal : un des artistes du Cirque Delvaux
- Dan Herzberg : Fergus
- Félix Bossuet : Gustave
- Wilfred Benaïche : Monsieur Constantine
- Matthieu Rozé : gendarme imberbe
- Stefan Godin : gendarme  moustachu
- Clovis Fouin : Fredo l'agresseur
- Timothé Vom Dorp : Eugène
- Vincent Nemeth : un journaliste

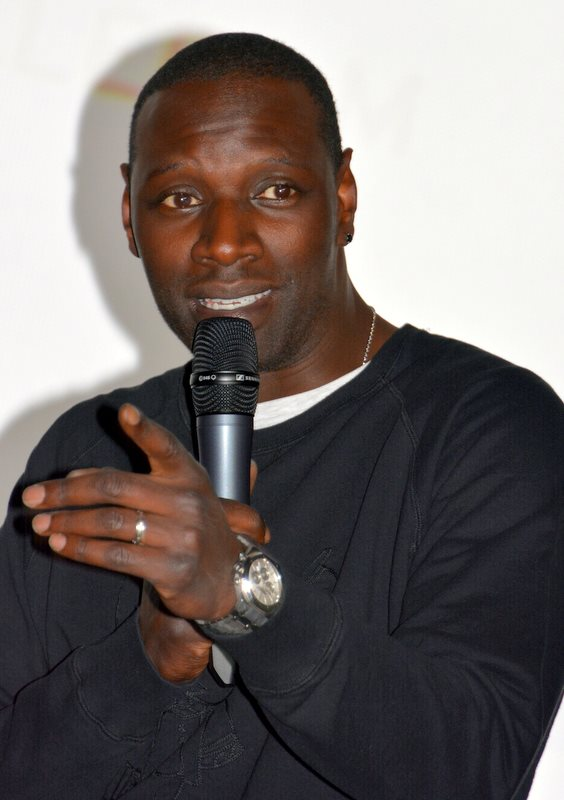
Omar Sy interprète Chocolat
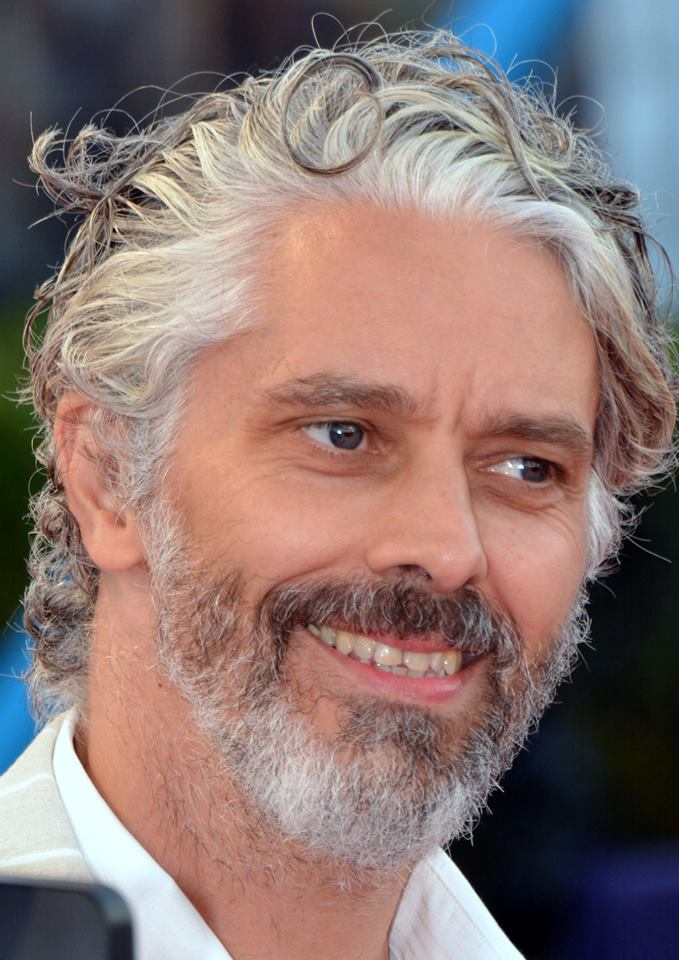
James Thierrée interprète Foottit
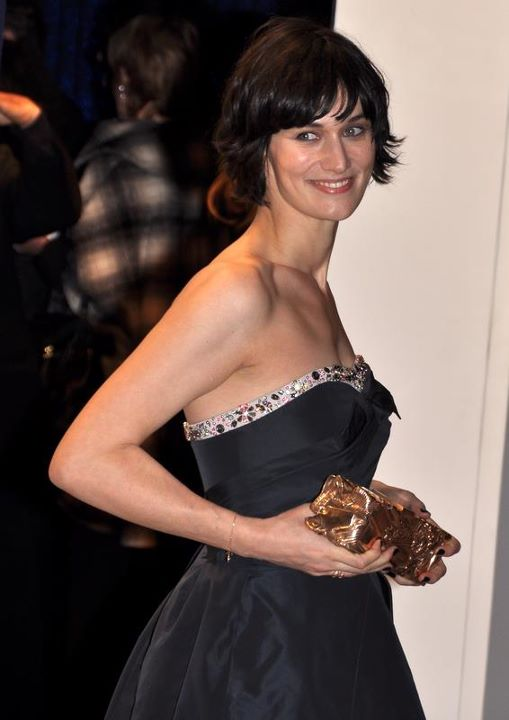
Clotilde Hesme interprète Marie Grimaldi
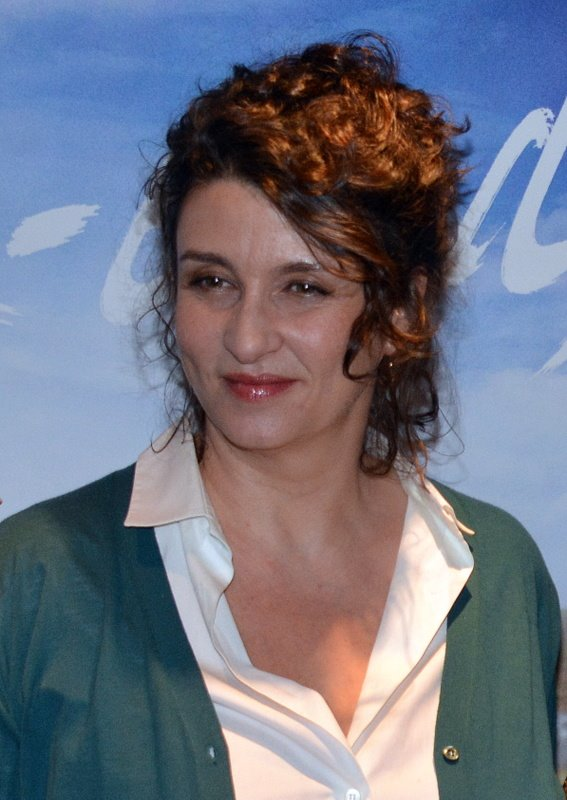
Noémie Lvovsky interprète Mme Delvaux
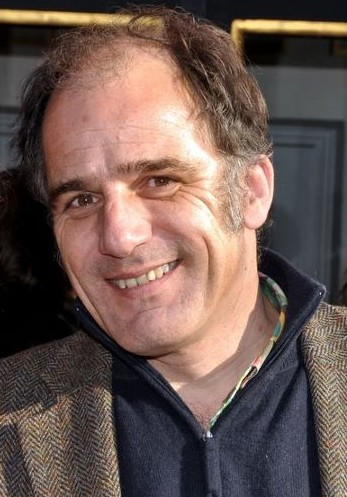
Frédéric Pierrot interprète M. Delvaux
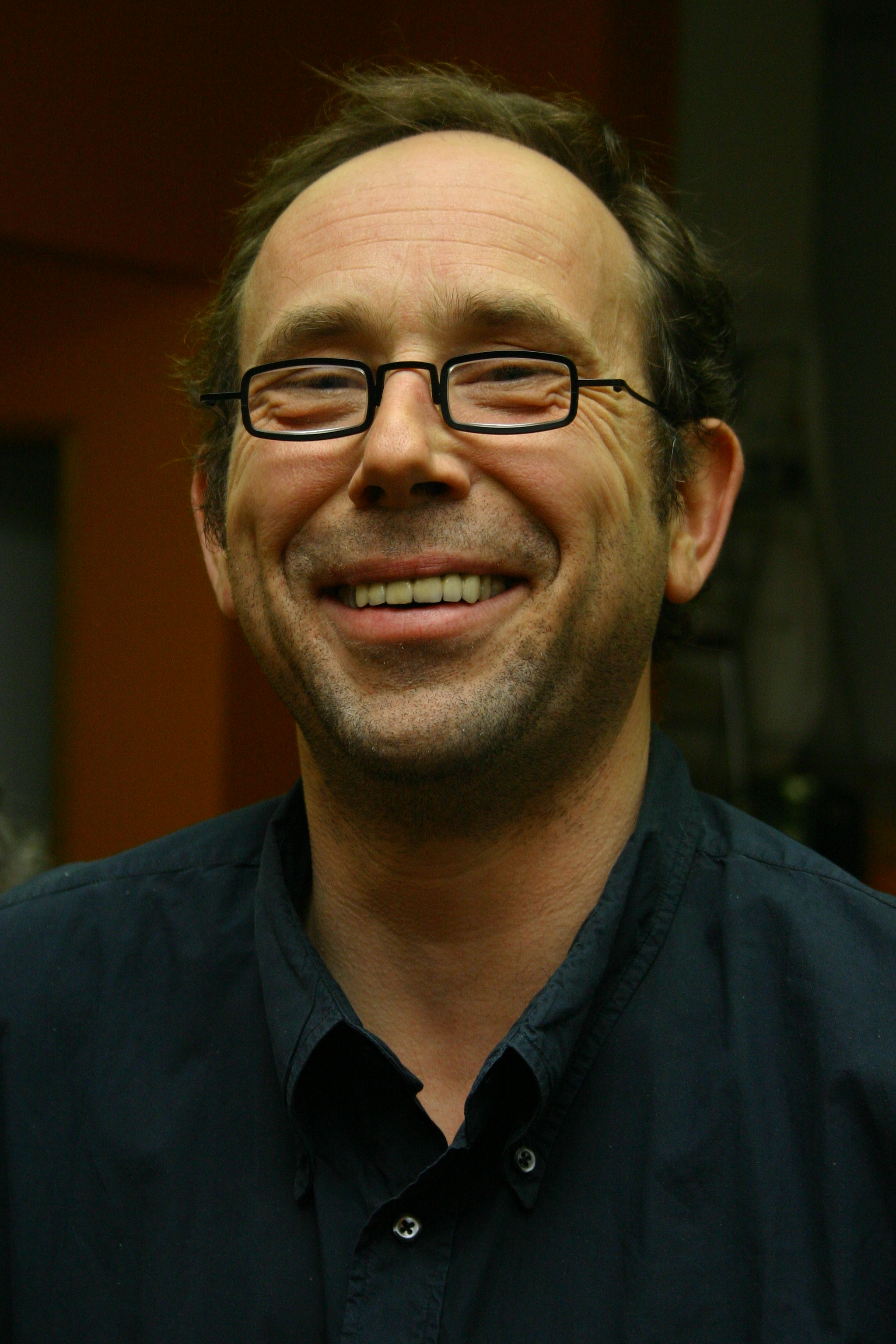
Olivier Gourmet interprète Joseph Oller

## Production

### Rapports à la réalité historique
Roschdy Zem reconnaît avoir pris des libertés par rapport à l'histoire de Rafael Padilla pour réaliser son film :
- Le cirque Delvaux n'a jamais existé. Le premier à avoir engagé Chocolat était le clown d'origine britannique Tony Grice qui l'a rencontré sur les quais de Bilbao. L'ayant embauché au départ comme domestique, Grice l'a ensuite employé comme cascadeur dans certains de ses numéros à partir de 1886. C'est donc avec Grice que Chocolat a formé son premier duo de clown puis avec d'autres clowns et même en solo.
- Ce n'était pas George Foottit qui en 1897 est venu le démarcher pour former leur duo clownesque mais le directeur du Nouveau Cirque Raoul Donval et ce, en 1895 soit deux ans plus tôt.
- Bien qu'il ne fût pas réellement présent dans l'état civil, Chocolat n'a jamais fait de prison (dans le film, il est dénoncé par Mme Delvaux qui est un personnage fictif).
- Dans le film, on ne parle pas de la famille de Foottit alors qu'il s'est marié deux fois et qu'avec sa première épouse, ils ont eu quatre enfants. À la 51e minute, environ, se trouvant dans un bar, il est abordé par une «folle» : il lui répond courtoisement mais quitte l'établissement lorsqu'il se rend compte que cela évolue dans un sens qu'il ne souhaite pas. Le scénariste a sans doute voulu faire comprendre que George Foottit menait une vie rangée.
- Une rivalité entre les membres de la troupe a déchaîné en bagarre. Chocolat fut poursuivi pour coups et blessures, détail qui n'est pourtant pas précisé dans le film.
- L'épouse Marie Hecquet n'était pas veuve et infirmière de métier, mais secrétaire et mariée (elle a divorcé pour Rafael). Par ailleurs, le couple s'était rencontré avant que Rafael ne forme son duo avec Foottit et non après.
- Chocolat n'a pas d'enfant dans le film alors qu'en réalité, il avait un fils adoptif, Eugène Grimaldi, et une fille, morte de la tuberculose à l'âge de 19 ans.
- C'était Foottit et non Chocolat qui avait décidé de mettre fin à leur duo. Dans un premier temps, Foottit a joué le rôle du clown de Roméo et Juliette de William Shakespeare. Par la suite, il souhaitait faire travailler ses quatre enfants. Il avait d'abord fondé son propre cirque qui malheureusement n'a pas connu de succès puis ouvert un bar au 6 rue Montaigne.
- Après sa séparation d'avec Foottit, Chocolat (qui a alors repris son vrai nom, Rafael Padilla) a entrepris de jouer au théâtre, non Othello mais le rôle principal dans Moïse, pochade d'Edmond Guiraud en 1911 au Théâtre Antoine. Il a connu l'échec non pas à cause de discrimination raciale mais parce qu'il maîtrisait mal le français et avait de gros problèmes avec les longs textes.
- Rafael est mort en 1917, non comme simple balayeur dans un cirque mais en officiant comme clown dans la troupe du cirque Rancy de Bordeaux. De plus, il n'est pas mort dans sa roulotte mais dans un petit hôtel du quartier Mériadeck[1],[2].

### Tournage

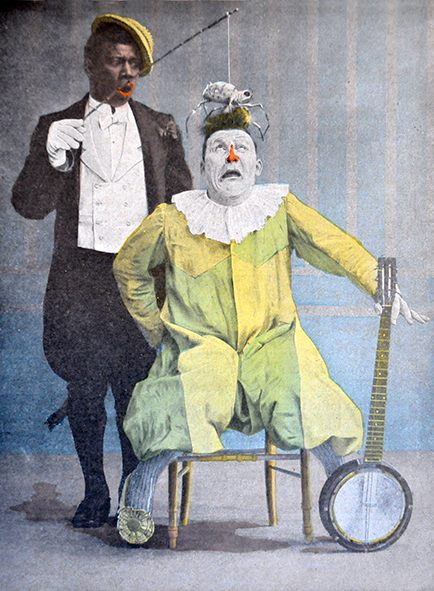
Foottit et Chocolat

L'équipe et le réalisateur ont préféré tourner la plupart des scènes à Paris plutôt que de reproduire la ville dans un studio d'Europe de l'Est comme de nombreux films. Roschdy Zem explique « Lorsqu’on tourne en extérieur une histoire qui se déroule un siècle plus tôt, on a beau mettre en place la décoration adéquate, il y a toujours une grue qui dépasse au loin. Pour ces scènes-là, nous avons défini les axes dès le découpage et réalisé un storyboard en raison des effets spéciaux ».
Roschdy Zem explique que lui et son équipe se sont inspirés de l'esthétique de films d'époque La Môme et Barry Lyndon ou sur des documents et des tableaux pour les couleurs : « On a conçu la lumière en fonction des costumes, les costumes en fonction des décors, les tenues des hommes en tenant compte de celles des femmes ; et celles des personnages principaux en fonction de celles des figurants ».

## Musique
Sauf indication contraire ou complémentaire, les informations mentionnées dans cette section proviennent du générique de fin de l'œuvre audiovisuelle présentée ici.
- La valse de chocolat par Mathieu Faivre-Vuillin.
- Original Rags (en) par Scott Joplin de 1899.
- Quatuor à cordes no 12 en fa majeur d'Antonín Dvořák de 1893.

### Bande originale
Musiques non mentionnées dans le générique
Par Gabriel Yared :
- Ouverture, durée : 2 min 18 s.
- Des larmes aux rires, durée : 2 min 20 s.
- Tours de piste, durée : 1 min 53 s.
- Premiers Succès, durée : 1 min 47 s.
- En route pour Paris, durée : 2 min 55 s.
- Le Grand Cirque, durée : 2 min 11 s.
- Solitudes, durée : 2 min 17 s.
- Success Story, durée : 2 min 37 s.
- Humiliation, durée : 3 min 45 s.
- Seul dans la nuit, durée : 1 min 19 s.
- L'éveil, durée : 2 min 46 s.
- Le choix de Rafael, durée : 3 min 16 s.
- Le duo se déchire, durée : 2 min 25 s.
- De la piste à la scène, durée : 1 min 13 s.
- Othello, durée : 5 min 21 s.
- La chute, durée : 3 min 27 s.
- Dans un dernier soupir, durée : 3 min 30 s.

## Accueil

### Accueil critique
Sur l'agrégateur américain Rotten Tomatoes, le film récolte 100 % d'opinions favorables pour 23 critiques.
En France, le site Allociné propose une note moyenne de 3,3⁄5 à partir de l'interprétation de critiques provenant de 28 titres de presse.
Pour Thomas Sotinel du journal Le Monde « [Le film] affronte directement la question du racisme qui était un des constituants de ce pays colonial. Et pour mettre en scène ce déchirement, il a constitué un duo dramatique parfaitement fonctionnel. La présence solaire et tourmentée d’Omar Sy s’ajoute à la sombre rectitude de James Thierrée, qui incarne Footit [...] ».
Pour Alain Spira de Paris Match, « Alors qu’Abdellatif Kechiche n’avait pas convaincu avec sa Vénus noire, un film à la thématique proche de celle de Chocolat, Roschdy Zem, lui, parvient à maîtriser son biopic grâce à une narration tendue, à une reconstitution historique pertinente et à des acteurs hors norme […] James Thierrée […] démontre ici qu’il possède un tel charisme cinématographique qu’il mériterait d’enchaîner les premiers rôles […] Quant à Omar Sy, on ne doute pas que, pour s’élever à la hauteur clownesque de son modèle, son entraînement physique et psychologique a dû être éreintant. Résultat, Sy est sidérant en Chocolat ».
Pour la revue Africultures, Sylvie Chalaye déplore un « prisme déformant d'un mélodrame sordide et condamne le vrai Chocolat à disparaître pour laisser place dans les mémoires à la chute vertigineuse d'un pauvre nègre qui a voulu s'arracher à sa condition. » Elle souligne la qualité des acteurs : « James Thierrée et Omar Sy s'inspirent des célèbres saynètes du duo, mais parviennent à les moderniser pour le regard d'aujourd'hui avec beaucoup de subtilité. La qualité photographique du film est remarquable, les décors sont réussis et le réalisateur avait deux magnifiques comédiens à diriger », mais elle regrette la déformation de la réalité historique : « des personnages sont fabriqués comme le mystérieux Haïtien opiomane, d'autres détournés, comme Marie Grimaldi, la compagne de Chocolat durant près de 30 ans. Alors que Chocolat connaît le succès bien avant son tandem avec Footit grâce à un spectacle qui fit fureur au Nouveau cirque, La Noce de Chocolat, le film en fait un Noir perdu dans un cirque de campagne et réduit à jouer les cannibales de foire […] La violence que subit Chocolat dans le film, celle des policiers qui le battent et celle des malfrats qui viennent l'intimider et lui casser les doigts de la main pour récupérer leur argent se confond avec la violence raciste qui aurait pu être celle des Amériques de la ségrégation […] Mais déformer la vraie histoire de Chocolat et ajouter même de la violence physique pour atteindre ce but c'est comme fabriquer des preuves à charge pour mieux s'assurer que le coupable sera condamné et provoquer finalement un vice de forme qui prive la société française d'un vrai procès, juste et valide ».
Pour le magazine Elle, James Thierrée, petit-fils de Charlie Chaplin, est épatant dans le rôle de Foottit, et la touche de burlesque qu'il ajoute « n'est pas sans rappeler son illustre grand-père ». Son personnage est tout sauf secondaire, et il trouve enfin son premier grand rôle au cinéma, avec « une touche de marginalité et de poésie ».

### Box-office
Le film a enregistré 1 932 889 spectateurs,  s'est classé à la trentième place du Box Office sur cinquante trois ayant dépassé le million d'entrées

## Distinctions

### Récompenses

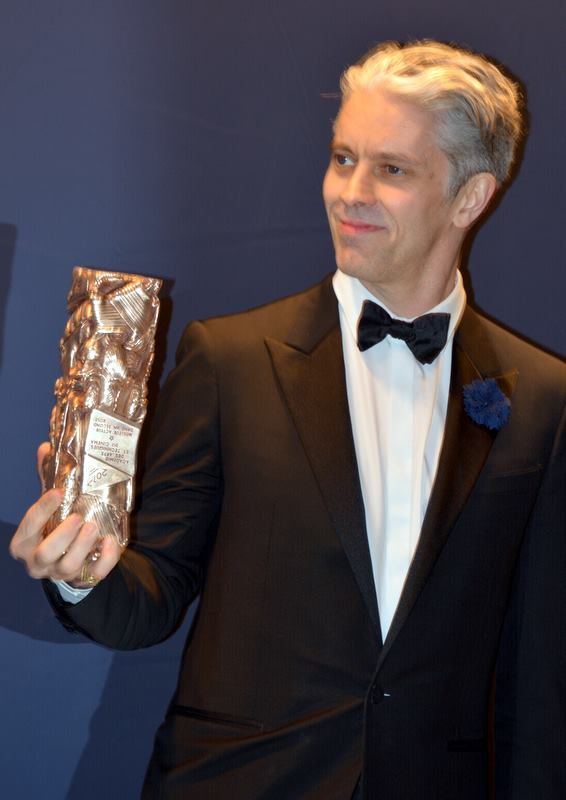
James Thierrée et son César du meilleur acteur dans un second rôle, lors de la cérémonie des Césars 2017.

- Prix Historia 2016 du film historique
- César 2017
  - César du meilleur acteur dans un second rôle pour James Thierrée
  - César des meilleurs décors

### Nominations
- César 2017 :
  - César du meilleur acteur pour Omar Sy
  - César de la meilleure musique originale pour Gabriel Yared
  - César du meilleur son

## Autour du film
- Omar Sy n'est pas le premier acteur à interpréter Chocolat au cinéma, ce rôle fut précédemment joué par Rupert John (né en 1929), dans le film Moulin Rouge de 1952 de John Huston[11].

### Note
1. ↑  D'après Chocolat, clown nègre. L'histoire oubliée du premier artiste noir de la scène française de Gérard Noiriel